# Боротьба (газета УСО)
«Боротьба» — щотижнева газета, орган Українського селянського об'єднання — політичної організації, що перебувала під впливом КПЗУ. 
Газета видавалася у Львові з 14 травня до 22 жовтня 1933 року (загалом вийшло 20 номерів). За виступи на захист інтересів трудящого селянства та проти політики Польщі «Боротьба» неодноразово конфісковувалася цензурою, і згодом видання її було заборонено.

## Джерело
- Українська радянська енциклопедія : у 12 т. / гол. ред. М. П. Бажан ; редкол.: О. К. Антонов та ін. — 2-ге вид. — К. : Головна редакція УРЕ, 1974–1985.

| Газета | Це незавершена стаття про газету. Ви можете допомогти проєкту, виправивши або дописавши її. |